# Tiroler Volkskunstmuseum

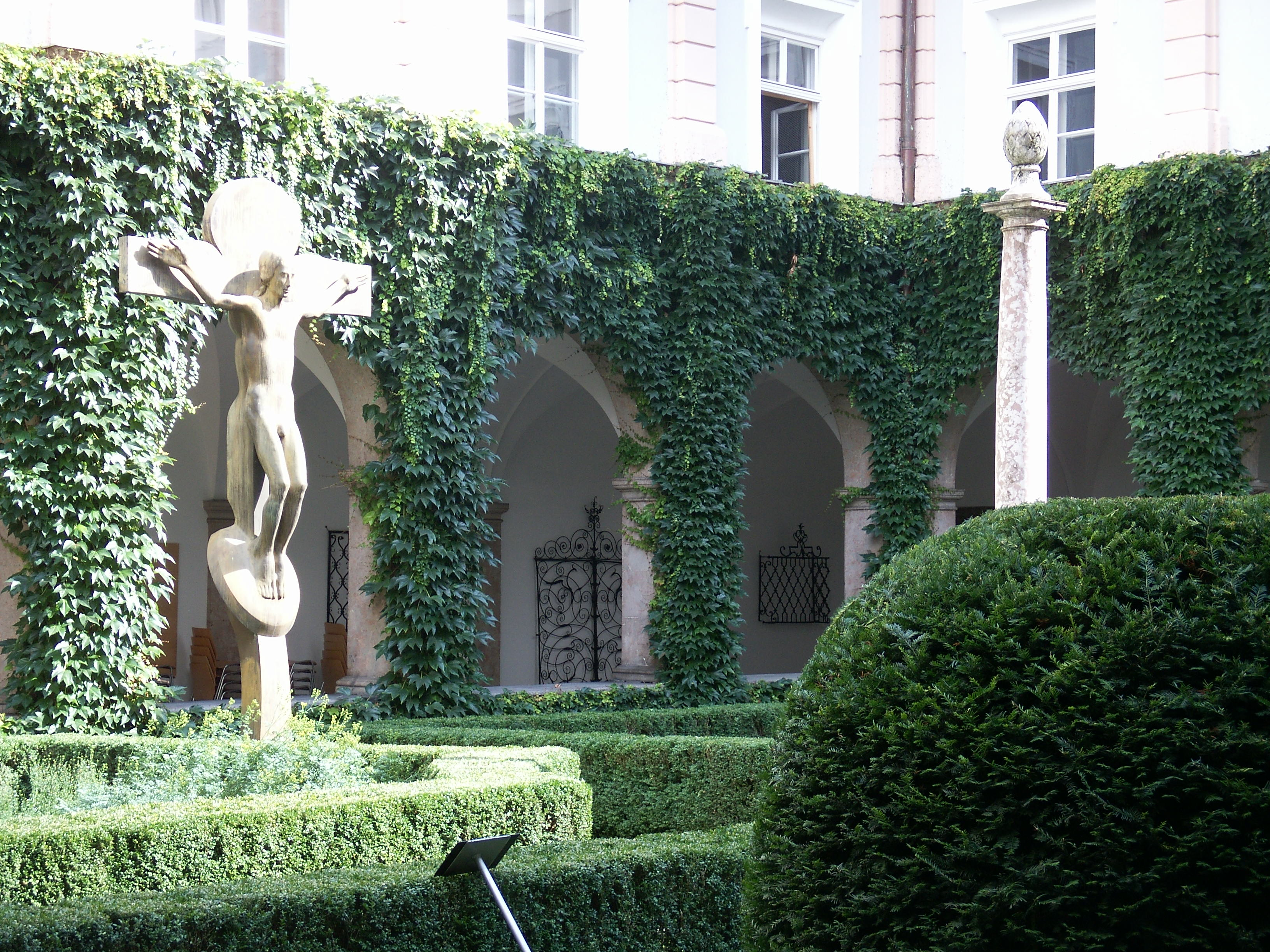
Kloostergang van het voormalige franciscanenklooster te Innsbruck, bij de ingang van het Tiroler Volkskunstmuseum

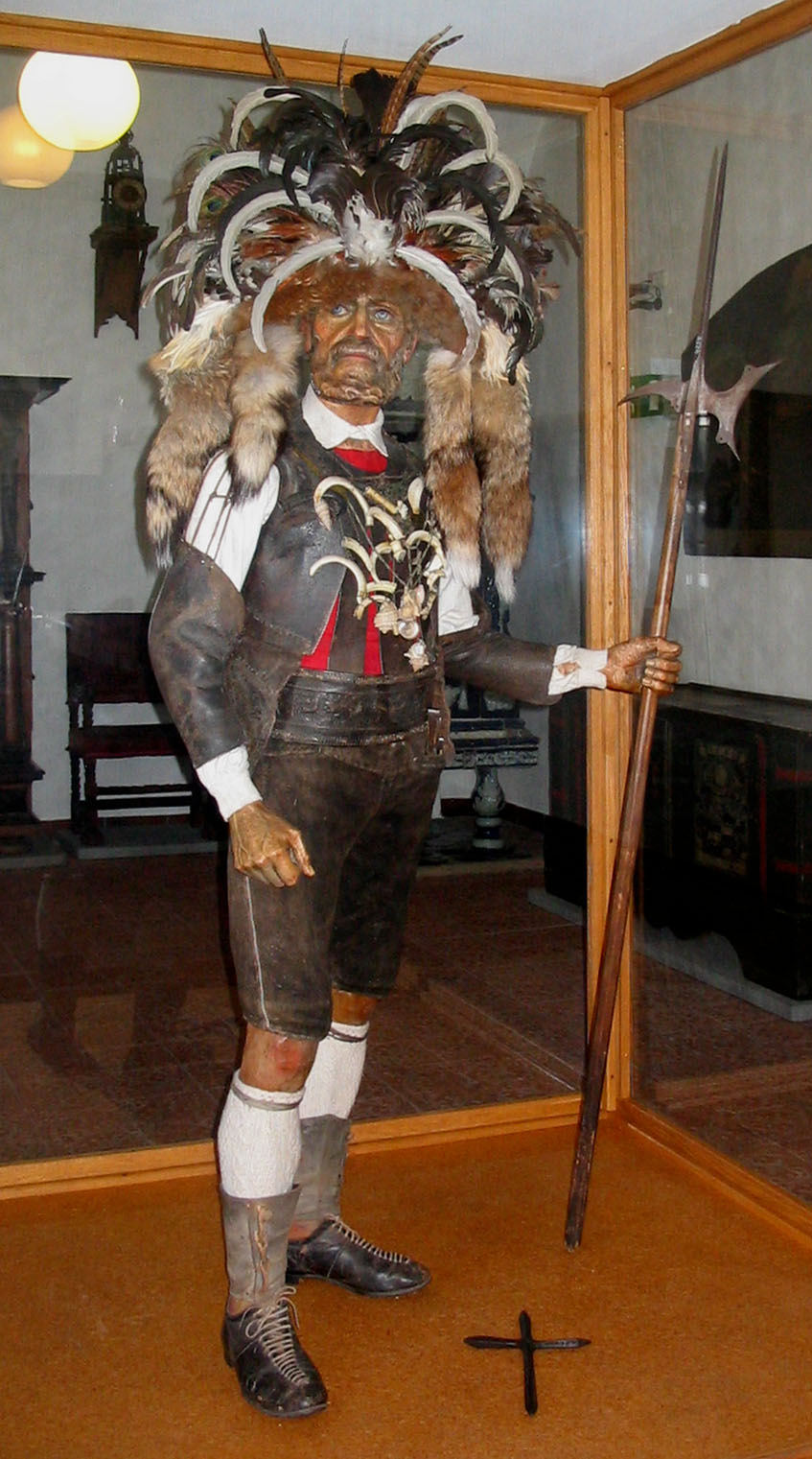
Hoeder van de wijngaarden in feestelijke kleding, 19e eeuw

Het Tiroler Volkskunstmuseum is een museum voor Tiroler volkskunst in de binnenstad van Innsbruck.

## Geschiedenis van het Tiroler Volkskunstmuseum

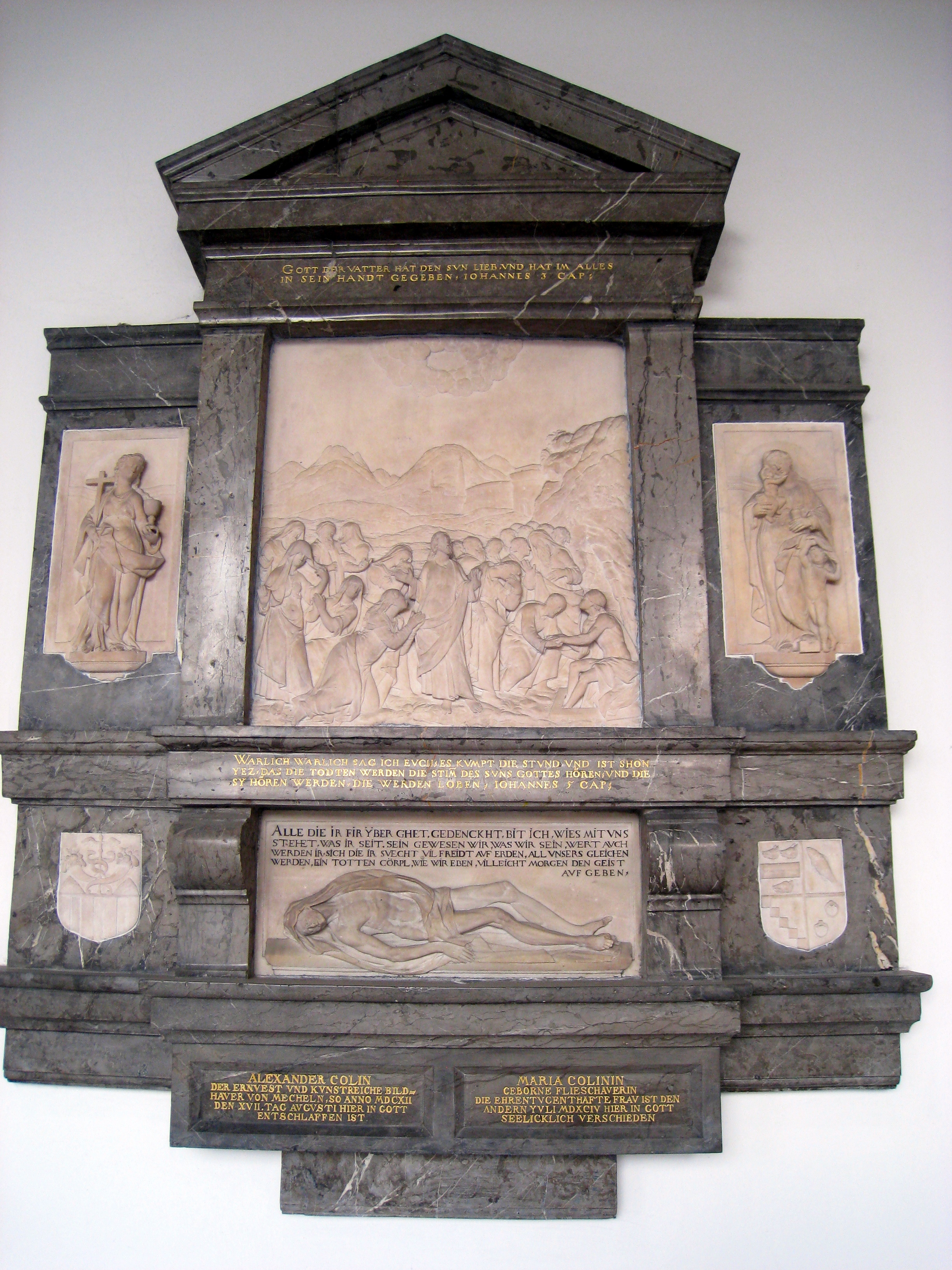
Epitaaf voor de renaissance-beeldhouwer Alexander Colyn.

In 1888 besloot de Tiroler Gewerbeverein (Tiroler ambachtsvereniging) een Tiroler Gewerbemuseum (Tiroler ambachtsmuseum) op te richten in Innsbruck, met als doel om door het tonen van historische volkskunst het handwerk in Tirol nieuwe impulsen te geven. Als gevolg daarvan werden voor dit museum vooral historische en toentertijd gebruikelijke producten en werken verzameld en getoond.
Al snel werd de verzameling uitgebreid met oud-Tiroler kunstobjecten alsook met objecten uit het dagelijkse Tiroler huishouden. In 1903 werd het Tirolische Museums für Volkskunst und Gewerbe opgericht, dat in het bezit van de Tiroler Kamer van Koophandel was. Later kreeg het museum in de gebouwen van een voormalig franciscanenklooster in de Innsbrucker Universitätsstrassen een definitief onderkomen. In 1926 nam de deelstaat Tirol de verzamelingen over, met het plan om een openbaar museum op te richten. Drie jaar later, in 1929, opende het Tiroler Volkskunstmuseum voor het eerst zijn deuren.

## Verzamelingen
Een aanzienlijk deel van de verzamelingen werd reeds voor de Eerste Wereldoorlog aangekocht. Het verzamelgebied was het historische graafschap Tirol, dat de huidige deelstaat Tirol, Zuid-Tirol, Trentino en de heden tot de Italiaanse provincie Belluno behorende Ladinische dalen in de Dolomieten omvatte. Ook heden ten dage wordt dit gebied bij aankopen in acht genomen.
De verzamelde objecten zijn vooral afkomstig uit de agrarische, burgerlijke en adellijke bevolkingslagen. De collectie geeft een duidelijk beeld van de Tiroler volkskunst, gebruiken en klederdracht.